# Виборчий округ 69
Виборчий округ 69 — виборчий округ в Закарпатській області. В сучасному вигляді був утворений 28 квітня 2012 постановою ЦВК №82 (до цього моменту існувала інша система виборчих округів). Окружна виборча комісія цього округу розташовується в будівлі Мукачівської районної ради за адресою м. Мукачево, пл. Олександра Духновича, 2. Характерною відмінністю цього округу є те, що велику частину виборців в ньому складають етнічні угорці.
До складу округу входять місто Мукачево, частини Берегівського (окрім території навколо міста Берегове та всього що на південний схід від нього), Іршавського (західна та північно східна частини району) і Мукачівського (окрім всього що на північний схід від міста Мукачево) районів. Округ складається із двох окремих частин, які не межують між собою. Виборчий округ 69 межує з округом 68 на північному заході, з округом 70 на півночі і на північному сході, з округом 71 на сході, з округом 73 на південному сході і на півдні та обмежений державним кордоном з Угорщиною на південному заході. Виборчий округ №69 складається з виборчих дільниць під номерами 210003-210005, 210012-210013, 210015, 210017, 210019, 210021, 210029-210032, 210035, 210172-210180, 210203-210212, 210223-210228, 210303-210330, 210332-210339, 210343-210345, 210347-210365 та 210677-210712.
До реформи виборчих округів 2012 існував Притисянський виборчий округ, в якому об'єднувались всі етнічні угорці. В 2012 році угорці були розділені між 73-м, 68-м та 69-м округами, де вони тепер складали меншість, що позбавило їх можливості обирати свого депутата до Верховної Ради. Українські угорці неодноразово просили ЦВК відновити Притисянський округ, посилаючись на 18-ту стаття Закону України «Про вибори народних депутатів України», де вказано що "межі одномандатних округів визначаються з урахуванням ... проживання на відповідній території національних меншин", але щоразу отримували відмову. Товариство угорської культури Закарпаття з 2014 погрожує подати проти України позов до ЄСПЛ за відмову у створенні виборчого округу, який би включав території компактного проживання етнічних угорців.

## Народні депутати від округу
| Ім'я                   | Фото | Партія         | Скликання | Дата набуття повноважень | Дата припинення повноважень |
| ---------------------- | ---- | -------------- | --------- | ------------------------ | --------------------------- |
| Балога Віктор Іванович |      | Єдиний центр   | 7-ме      | 12 грудня 2012           | 27 листопада 2014           |
| Балога Віктор Іванович |      | самовисуванець | 8-ме      | 27 листопада 2014        | 29 серпня 2019              |
| Балога Віктор Іванович |      | Єдиний центр   | 9-те      | 29 серпня 2019           |                             |

## Результати виборів

### Парламентські

#### 2019
Кандидати-мажоритарники:
- Балога Віктор Іванович (Єдиний центр)
- Токар Едгар Володимирович (Слуга народу)
- Товт Мікловш Мікловшович (самовисування)
- Данканич Андрій Андрійович (Батьківщина)
- Шутко Вячеслав Ласлович (Опозиційна платформа — За життя)
- Туріс Інгрід Юріївна (самовисування)
- Шершун Олександр Олександрович (Голос)
- Казибрід Олег Романович (самовисування)
- Матішинець Артем Вячеславович (Європейська Солідарність)

#### 2014
Кандидати-мажоритарники:
- Балога Віктор Іванович (самовисування)
- Хайнас Олександр Васильович (Народний фронт)
- Гокс Олександр Олександрович (Батьківщина)
- Роман Вячеслав Ференцович (Сильна Україна)
- Мочан Михайло Михайлович (самовисування)
- Данацко Іван Іванович (самовисування)
- Фриндак Ярослав Володимирович (Радикальна партія)

#### 2012
Кандидати-мажоритарники:
- Балога Віктор Іванович (Єдиний центр)
- Шутко Вячеслав Ласлович (Партія регіонів)
- Переста Олександр Михайлович (Батьківщина)
- Гулачі Гейза Людвигович (Партія угорців України)
- Ланьо Олександр Олександрович (УДАР)
- Ленд'єл Золтан Золтанович (самовисування)
- Шевченко Віктор Федорович (Комуністична партія України)
- Ільтьо Сергій Васильович (Соціалістична партія України)
- Федака Павло Павлович (Українська партія)

## Явка
Явка виборців на окрузі: